# William Moerner

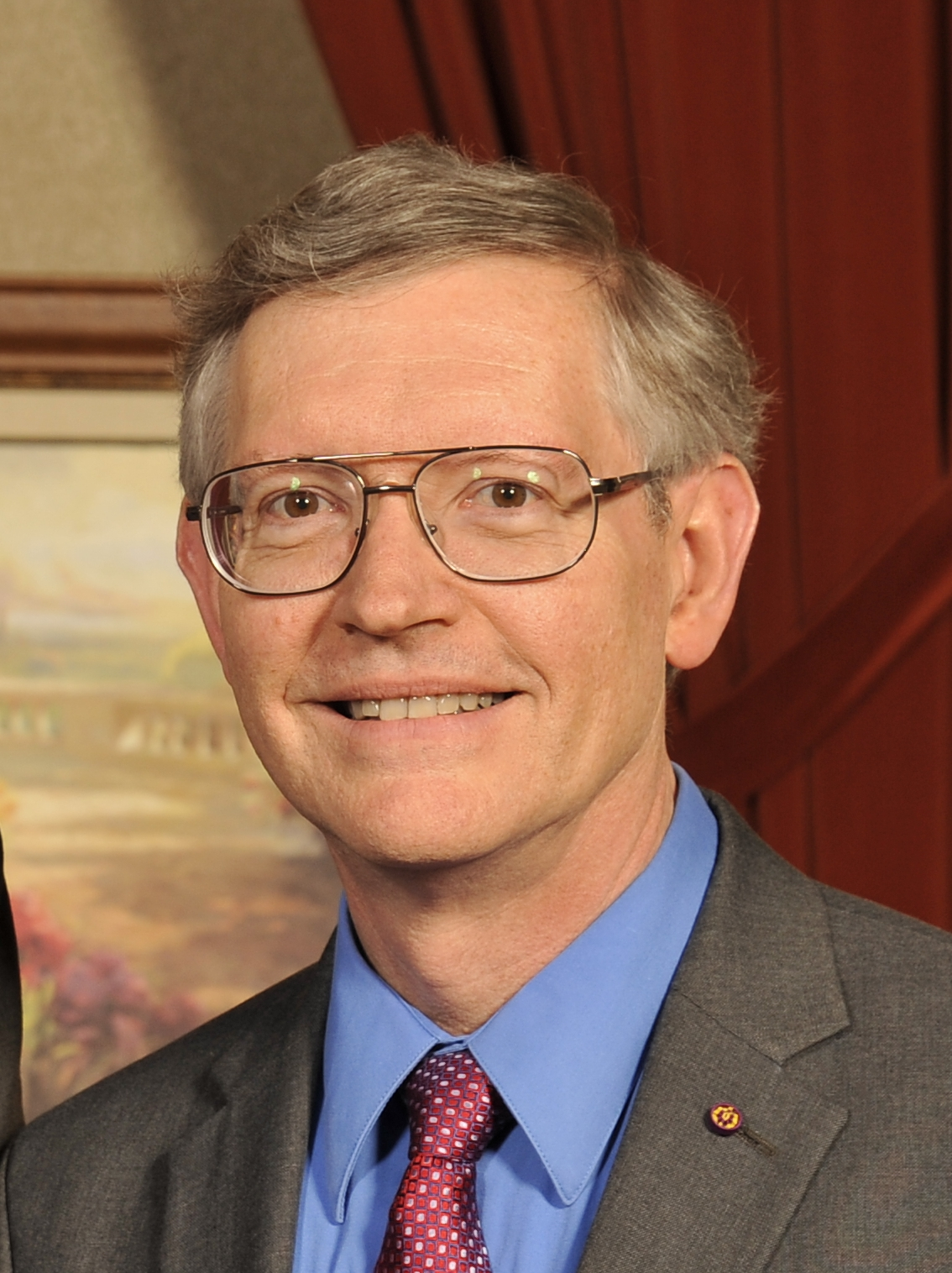
William Moerner 2013

William Esco Moerner (normalerweise als W. E. Moerner bekannt; * 24. Juni 1953 in Pleasanton, Kalifornien, USA) ist ein US-amerikanischer Physiker und Chemiker. Am 8. Oktober 2014 wurde ihm gemeinsam mit Eric Betzig und Stefan Hell für die Entwicklung superauflösender Fluoreszenzmikroskopie der Nobelpreis für Chemie zuerkannt.
Moerner wuchs in Texas auf und erhielt seinen B.S. in Physik, B.S. in Elektrotechnik und seinen A.B. in Mathematik an der Washington University 1975. Darauf folgten 1978 der M.S. an der Cornell University und 1982 promovierte er dort bei James Gegan Miller mit der Arbeit Vibrational Relaxation Dynamics of an IR-Laser-Excited Molecular Impurity Mode in Alkali Halide Lattices. 1981 bis 1995 forschte er bei IBM. Anschließend war er bis 1998 Professor an der University of California, San Diego.
Moerner ist seit 1998 Professor und seit 2002 Harry S. Mosher Professor für Chemie an der Stanford University mit einer Ehrenernennung in Angewandter Physik. Seine Forschungsschwerpunkte sind Einzelmolekül-Spektroskopie, physikalische Chemie, chemische Physik, Biophysik und Nanophotonik. Dank seiner Forschung gelang die Lokalisierung und das spektroskopische Studium einzelner fluoreszierender Moleküle in Festkörpern.
Er erhielt 1984 den Roger I. Wilkinson National Outstanding Young Electrical Engineer Award und 2001 den Earle K. Plyler Prize der American Physical Society. Er ist Fellow der American Physical Society, Optical Society of America, American Association for the Advancement of Science, der American Academy of Arts and Sciences und seit 2007 Mitglied der National Academy of Sciences. Außerdem erhielt er 2008 den Wolf-Preis in Chemie, 2009 den Irving Langmuir Award und 2013 den Peter Debye Award und 2001 den Earle K. Plyler Prize.

## Schriften
- mit L. Kador: Optical detection and spectroscopy of single molecules in a solid. In: Physical Review Letters. Band 62, 1989, S. 2535
- mit Michel Orrit: Illuminating single molecules in condensed matter. In: Science. Band 283, 1999, S. 1670–1676
- mit Th. Basché, M. Orrit, H. Talon: Photon antibunching in the fluorescence of a single dye molecule trapped in a solid. In: Physical Review Letters. Band 69, 1992, S. 1516
- mit S. M. Silence: Polymeric photorefractive materials. In: Chemical Reviews. Band 94, 1994, S. 127–155
- mit Stephen Ducharme, J. C. Scott, R. J. Twieg: Observation of the photorefractive effect in a polymer. In: Physical Review Letters. Band 66, 1991, S. 1846
- mit P. Yeh: Introduction to Photorefractive Nonlinear Optics. In: Physics Today. Heft 3, 2008, S. 89–98
- mit Brahim Lounis: Single photons on demand from a single molecule at room temperature. In: Nature. Band 407, 2000, S. 491–493